# Lykaonien

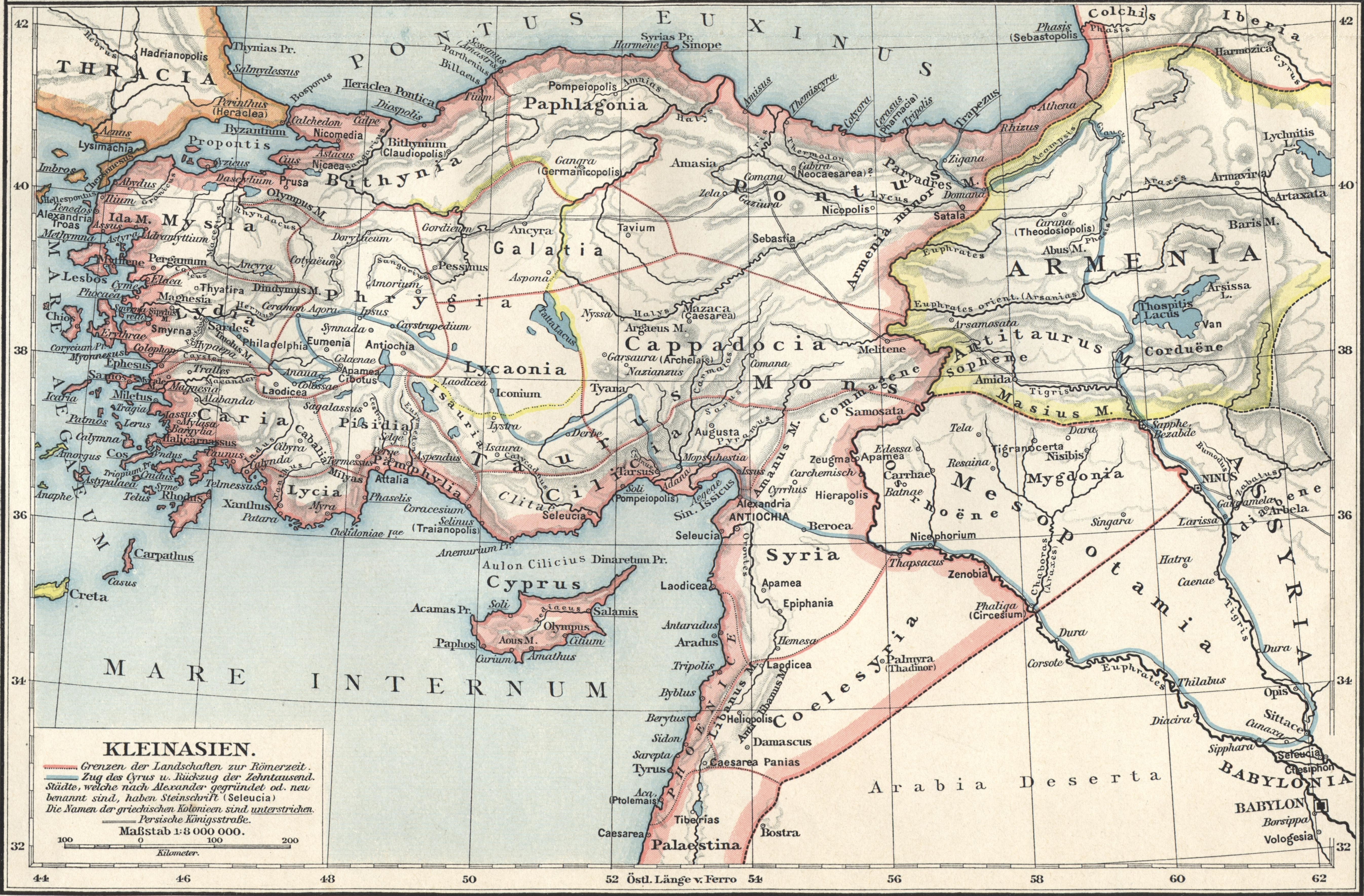
Kleinasien in der Antike

Lykaonien (griechisch Λυκαονία Lykaonía) war im Altertum eine Landschaft im zentralen Kleinasien. Zusammen mit dem nordwestlich angrenzenden Galatien nahm sie den größten Teil des zentralanatolischen Hochlandes ein. Die Grenze bildeten im Norden etwa der Tuz Gölü, im Süden das Taurusgebirge, im Westen der Beyşehir Gölü und im Osten der Karacadağ. Die bedeutendste Stadt war Ikonion, das heutige Konya; die teils steppenartigen Hochebenen um Ikonion bildeten einen großen Teil Lykaoniens.
Der Landschaftsname Lykaonia ist erstmals bei Xenophon belegt. Die Bewohner werden bei Xenophon und Ephoros von Kyme Lykáones genannt. Dabei handelt es sich um die Gräzisierung der Eigenbezeichnung dieser Bevölkerungsgruppe, die seit dem 2. Jahrtausend v. Chr. dort lebte. Deren Sprache, die zu den luwischen Sprachen zählt, ist teilweise noch im Bestand von Orts- und Personennamen fassbar. In der frühen römischen Kaiserzeit war die Bevölkerung wohl bereits vollständig hellenisiert. Die Wirtschaft war auf den trockenen Hochebenen von der Schafzucht geprägt, während in den regenreicheren Gebirgszonen eine vielseitige Land- und Forstwirtschaft möglich war.
Lykaonien gehörte in der zweiten Hälfte des 2. Jahrtausends v. Chr. zum Hethiterreich. Später kam es unter persische Herrschaft, im späten 4. Jahrhundert wurde es ein Bestandteil des Alexanderreichs, bei dessen Aufteilung nach dem Tod Alexanders des Großen es in das Seleukidenreich eingegliedert wurde. Durch den Frieden von Apameia kam Lykaonien 188 v. Chr. unter die Herrschaft des Königs Eumenes II. von Pergamon. Nachdem der letzte König von Pergamon Attalos III. sein Reich den Römern vererbt hatte, übergaben die Römer Lykaonien 129 v. Chr. an Ariarathes VI., den König von Kappadokien. 36 v. Chr. wurde Amyntas zum König des um Lykaonien vergrößerten Galatien gemacht. Bei dessen Tod 25 v. Chr. wurde Galatien einschließlich Lykaoniens römische Provinz.